# André Bourin
Pour les articles homonymes, voir Bourin.
André Bourin, né le 28 juin 1918 à Tours et mort le 18 avril 2016,, est un critique littéraire, producteur, et écrivain français.

## Biographie
André Bourin est le fils de Ernest Bourin, industriel tourangeau, et de Marie Anne Boux. Il fait ses études secondaires au lycée Descartes de Tours puis entre à la Faculté de lettres et de droit de Poitiers. En 1942, il épouse Jeanne Mondot qui deviendra elle aussi romancière. Ils ont un fils, François.
André Bourin commence sa carrière dans la presse comme secrétaire de rédaction puis rédacteur en chef des Nouvelles littéraires de 1949 à 1972. En 1965, il travaille à l'ORTF comme membre du comité des programmes puis comme producteur de très nombreuses émissions littéraires. Il poursuivra cette activité sur TF1. En parallèle, il est critique littéraire à la Revue des deux Mondes, au Quotidien de Paris, et au Figaro. Il fut membre avec son épouse du comité d'honneur de la Maison internationale des poètes et des écrivains de Saint-Malo
À partir de 1971, il est membre du jury du prix Renaudot dont il démissionne en octobre 2009, officiellement pour raisons de santé.

## Œuvre
- 1956 : Les Chevaliers de l'aventure
- 1960 : Province, terre d'inspiration
- 1961 : Connaissance de Jules Romains
- 1965 : La France littéraire en zig-zag
- 1967 : Dictionnaire de littérature française contemporaine
- 1976 : Les Châteaux de la Loire
- 1976 : Sologne, Berry, Limousin
- 1978 : La Loire et ses poètes
- 1984 : Île-de-France : parcs et châteaux
- 1986 : Chambord
- 1989 : Touraine
- 1992 : Tours
- 2006 : Paroles d'écrivains, éditions de La Table ronde